# Western Bulldogs
O Footscray Football Club, conhecido como "Western Bulldogs", é um clube profissional de futebol australiano que compete na Australian Football League (AFL). O clube é sediado no Whitten Oval, Melbourne, Austrália, e joga suas partidas no Docklands Stadium ou Eureka Stadium. O clube é um dos mais velhos do futebol australiano, e tem forte rivalidade com os St Kilda Saints e o Essendon Bombers.